# Ярово
Я́рово (рос. Ярово) — присілок у складі Дмитровського міського округу Московської області, Росія.

## Населення
Населення — 27 осіб (2010; 31 у 2002).
Національний склад (станом на 2002 рік):
- росіяни — 97 %